# 30 (album)
Pour les articles homonymes, voir Trente.
Pour l'album de la chanteuse britannique Adele, voir 30 (album d'Adele).
Albums de Laurent Garnier
Shot in the Dark
(1994) Unreasonable Behaviour
(2000)
30 est un album de Laurent Garnier, paru en 1997 et récompensé en 1998 par une Victoire de la musique dans la catégorie « Album dance de l'année ».

## Titres

### LP
La version vinyle est un double LP :
| 1. | Deep Sea Diving | 2:10 |
| 2. | Flashback       | 8:37 |
| 3. | For Max         | 5:53 |

| 1. | Feel the Fire  | 7:14 |
| 2. | Sweet Mellow D | 9:30 |

| 1. | La Minute du répondeur le plus casse-couilles | 1:34 |
| 2. | Theme from Larry's Dub                        | 5:55 |
| 3. | Mid Summer Night                              | 4:43 |

| 1. | The Hoe   | 6:00 |
| 2. | I Funk Up | 5:00 |
| 3. | *?*       | 0:18 |

### CD
| 1.    | Deep Sea Diving                               | 2:10 |
| 2.    | Sweet Mellow D                                | 9:30 |
| 3.    | Crispy Bacon                                  | 5:49 |
| 4.    | For Max                                       | 5:53 |
| 5.    | The Hoe                                       | 6:00 |
| 6.    | Mid Summer Night                              | 4:43 |
| 7.    | Kall It!                                      | 4:14 |
| 8.    | La Minute du répondeur le plus casse-couilles | 1:34 |
| 9.    | Theme from Larry's Dub                        | 5:55 |
| 10.   | Feel the Fire                                 | 7:14 |
| 11.   | Flashback                                     | 8:37 |
| 12.   | I Funk Up                                     | 5:00 |
| 13.   | *?*                                           | 0:18 |
| 14.   | Le Voyage de Simone                           | 4:33 |
| 15.   | Last Winter in Alaska                         | 4:00 |
| 75:30 |                                               |      |